# Campionati mondiali di short track 2025
I Campionati mondiali di short track 2025 sono stati la 49ª edizione della competizione organizzata dall'International Skating Union (ISU). Le gare si sono svolte dal 14 al 16 marzo 2025 al Capital Indoor Stadium di Pechino, in Cina.

## Partecipanti
Hanno preso parte alla competizione pattinatori in rappresentanza di 36 nazioni.
- Australia
- Austria
- Belgio
- Bosnia ed Erzegovina
- Bulgaria
- Canada
- Cina
- Corea del Sud
- Croazia
- Francia
- Germania
- Giappone
- Gran Bretagna
- Hong Kong
- Irlanda
- Italia
- Kazakistan
- Lettonia
- Lussemburgo
- Mongolia
- Nuova Zelanda
- Paesi Bassi
- Polonia
- Rep. Ceca
- Serbia
- Singapore
- Slovacchia
- Slovenia
- Stati Uniti
- Svizzera
- Taipei cinese
- Thailandia
- Turchia
- Ucraina
- Ungheria
- Uzbekistan

## Podi

### Donne
| Evento                      | Oro                                                             | Tempo    | Argento                                                                      | Tempo    | Bronzo                                                                         | Tempo    |
| 500 m (dettagli)            | Xandra Velzeboer                                                | 42"132   | Rikki Doak                                                                   | 42"286   | Natalia Maliszewska                                                            | 42"561   |
| 1000 m (dettagli)           | Hanne Desmet                                                    | 1'28"641 | Courtney Sarault                                                             | 1'28"129 | Xandra Velzeboer                                                               | 1'28"991 |
| 1500 m (dettagli)           | Choi Min-jeong                                                  | 2'27"136 | Courtney Sarault                                                             | 2'27"194 | Kim Gil-li                                                                     | 2'27"257 |
| Staffetta 3000 m (dettagli) | Canada Kim Boutin Florence Brunelle Rikki Doak Courtney Sarault | 4'09"254 | Polonia Natalia Maliszewska Nikola Mazur Kamila Stormowska Gabriela Topolska | 4'09"321 | Paesi Bassi Zoë Deltrap Diede van Oorschot Michelle Velzeboer Xandra Velzeboer | 4'09"392 |

### Uomini
| Evento                      | Oro                                                                                    | Tempo    | Argento                                                            | Tempo    | Bronzo                                                                    | Tempo    |
| 500 m (dettagli)            | Steven Dubois                                                                          | 40"008   | Denis Nikisha                                                      | 40"096   | Jens van 't Wout                                                          | 40"163   |
| 1000 m (dettagli)           | Steven Dubois                                                                          | 1'23"348 | William Dandjinou                                                  | 1'23"352 | Pietro Sighel                                                             | 1'23"417 |
| 1500 m (dettagli)           | William Dandjinou                                                                      | 2'15"064 | Stijn Desmet                                                       | 2'15"176 | Shaoang Liu                                                               | 2'15"871 |
| Staffetta 5000 m (dettagli) | Canada William Dandjinou Steven Dubois Maxime Laoun Félix Roussel Jordan Pierre-Gilles | 6'41"271 | Cina Li Wenlong Liu Guanyi Shaoang Liu Sun Long Shaolin Sándor Liu | 6'41"840 | Corea del Sud Jang Sung-woo Kin Gun-woo Lee Jung-su Park Ji-won Seo Yi-ra | 6'41"891 |

### Misti
| Evento                      | Oro                                                                                           | Tempo    | Argento                                                                                               | Tempo    | Bronzo                                                                                        | Tempo    |
| Staffetta 2000 m (dettagli) | Canada Kim Boutin Florence Brunelle William Dandjinou Steven Dubois Danaé Blais Félix Roussel | 2'36"232 | Italia Chiara Betti Gloria Ioriatti Thomas Nadalini Pietro Sighel Elisa Confortola Luca Spechenhauser | 2'36"619 | Polonia Natalia Maliszewska Michal Niewinski Diane Sellier Kamila Stormowska Łukasz Kuczyński | 2'41"860 |

## Medagliere
| Pos.   | Paese         | Oro | Argento | Bronzo | Totale |
| ------ | ------------- | --- | ------- | ------ | ------ |
| 1      | Canada        | 6   | 4       | 0      | 10     |
| 2      | Belgio        | 1   | 1       | 0      | 2      |
| 3      | Paesi Bassi   | 1   | 0       | 3      | 4      |
| 3      | Corea del Sud | 1   | 0       | 2      | 3      |
| 5      | Polonia       | 0   | 1       | 2      | 3      |
| 6      | Cina          | 0   | 1       | 1      | 2      |
| 6      | Italia        | 0   | 1       | 1      | 2      |
| 8      | Kazakistan    | 0   | 1       | 0      | 1      |
| Totale | Totale        | 9   | 9       | 9      | 27     |